# معادلة السحب
معادلة السحب في الهندسة الميكانيكية  و ديناميكا الموائع (بالإنجليزية : Drag equation ) أو معادلة مقاومة الهواء ، هي صيغة رياضية تستخدم لحساب قوة الاحتكاك التي تنشأ بسبب تحرك جسم في مائع يغطيه من جميع الجوانب أو تحرك جسم في الهواء. تنطبق المعادلة جيدا في ظروف محددة : فالجسم لا بد وأن يكون  ذو معامل هيكلي كبير ، والمائع يجب أن يكون ذو عدد رينولدز كافي بحيث تنشأ دوامة خلف الجسم المتحرك .
وصيغة المعادلة هي:
{\displaystyle F_{D}\,=\,{\tfrac {1}{2}}\,\rho \,u^{2}\,C_{D}\,A}
حيث:
{\displaystyle F_{D}} مقاومة الهواء وتعرف بالقوة في اتجاه الحركة ,
{\displaystyle \rho } كثافة المائع,
{\displaystyle u} سرعة التدفق بالنسبة للجسم ، أو سرعة الجسم في المائع ,
{\displaystyle A} المساحة المرجعية ,
{\displaystyle C_{D}} معامل السحب –  وهو عدد ليس له وحدة ، ويعتمد على شكل الجسم ؛ ويأخذ في الحسبان الاحتكاك السطحي والسحب الهيكلي .
صاغ «لورد رايلي» تلك المعادلة حيث استخدم  L2 بدلا من A (حيث L قيمة خطية).
تستخدم تلك المعادلة كثيرا في تصميم هياكل السيارات بحيث تكون مقاومتها في الهواء منخفضة .
تعرف المساحة المرجعية  A عادة بالمسقط العمودي للجسم على مستوي عمودي على اتجاه الحركة . فبالنسبة لجسم كري مثلا تكون المساحة المرجعية دائما هي مقطع الكرة . وبالنسبة لأجسام أخرى مثل راكب دراجة أو أسطوانة  تتدحرج فقد تكون المساحة المرجعية   A أكبر من مساحة أي مقطع لها يكون عموديا على اتجاه الحركة. وفي الطائرات تشكل مساحة الأجنحة (أو مساحة زعنفة المروحة) المساحة المرجعية . وبالنسبة إلى منطاد و المجسمات الدورانية فيستخدم معها معامل حجمي للسحب ؛ تكون المساحة المرجعية له مساوية لمربع الجذر التربيعي لحجم المنطاد. وعلى ذلك يكون لجسم معين معاملات سحب مختلفة لاتجاهاته المختلفة في الحركة.

## نقاش
مما يرعى الانتباه  أن سرعة التدفق تظهر في المعادلة بقوة التربيع   {\displaystyle u^{2}} ؛ هذا يعني أن مقاومة المائع تزداد طبقا لمربع السرعة . فعندما تتغير السرعة إلى الضعف مثلا فإن المقاومة تتناسب مع كتلة المائع المحتكة بسطح الجسم ؛  ولهذا تتغير كمية الحركة بمقدار أربعة اضعاف .

## اقرأ أيضا
- معامل السحب
- عدد رينولدز